# Відкритий. Автобіографія Андре Агассі (книга)
Відкритий. Автобіографія Андре Агассі (англ. Open: An Autobiography)  — автобіографічна книга одного з кращих тенісистів світу, переможця восьми турнірів серії Великого шолома, олімпійського чемпіона вірмено-ассирійського походження Андре Агассі. Вперше опублікована 10 серпня 2010 року американським видавництвом «Vintage Books», що є структурним підрозділом найбільшої видавничої компанії у світі «Random House». Українською мовою перекладена та опублікована в 2019 році видавництвом «Наш формат» (перекладач — Ірина Павленко).
Книга визнана[ким?] бестселером № 1 у США.

## Огляд книги
«Відкритий. Автобіографія Андре Агассі» — захоплююча історія життя культової постаті світового спорту, людини, що підкорила найвищі п'єдестали професійного тенісу. Вже в 20 років Андре виграв свій перший (з восьми) турнір серії Великого шлему і став багатою знаменитістю. За свою спортивну кар'єру він здобув 60 трофеїв, заслуживши цим місце в залі слави великих тенісистів.
Однак його життя не було таким солодким, як здається. Головним ворогом на шляху до успіху в Агассі був він сам. Адже він щиро не бажав займатися тенісом. Будучи загнаним на корт майже насильно, він гра за грою йде до титулу абсолютного чемпіона.

## Основний зміст
У своїй книзі Андре пише про ранні успіхи та незручні відносини зі славою, шлюб із Брук Шилдс, зростаючий інтерес до філантропії, а також детально розповідає про злети й падіння своєї знаменитої кар'єри.
У 13 років Агассі потрапляє до тенісного табору Флориди, де відчуває себе ніби у в'язниці. Одинокий, зляканий дев'ятикласник переживає складну перебудову власного «я», зіштовхуючись з реаліями підліткового віку: він фарбує волосся, проколює вуха, одягається як панк-рокер. Ставши професійним тенісистом в 16 років, Андре обіцяє змінити теніс назавжди.
Рухаючись до вершини, спортсмен зазнає кількох невдач, зокрема програє в трьох фіналах Великого шолома. Пізніше стає переможцем Вімблдону (в 1992 році) та кумиром мільйонів.
Поряд з яскравими портретами суперників Агассі — Джиммі Коннорса, Піта Сампраса, Роджера Федерера — у книзі постають нетривалі відносини з Барборою Стрейзанд. Розповідається про любов Андре до Стефані Граф, котра стала йому музою на шляху до повернення у великий спорт.
«Відкритий. Автобіографія Андре Агассі» — це історія повернення на великий корт після важкої травми, весь шлях від нонконформіста до державного діяча, від одного з тих спортсменів, що полишають кар'єру через травму, до найбільш вікової «ракетки № 1» за всю історію тенісу.

## Переклад українською
- Андре Агассі. Відкритий. Автобіографія Андре Агассі / пер. Ірина Павленко. — К.: Наш Формат, 2019. — ISBN 978-617-7682-54-6.